# Robert Murray Hanson
Robert Murray Hanson (Lucknow, 4 febbraio 1920 – Plymouth, 3 febbraio 1944) è stato un militare e aviatore statunitense, asso dell'aviazione con 25 vittorie accertate e due probabili conseguite nel corso della seconda guerra mondiale, decorato con la Medal of Honor alla memoria .

## Biografia

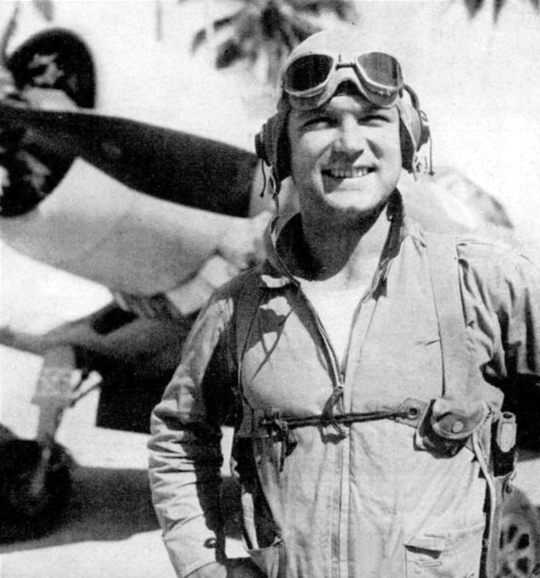
Robert M. Hanson

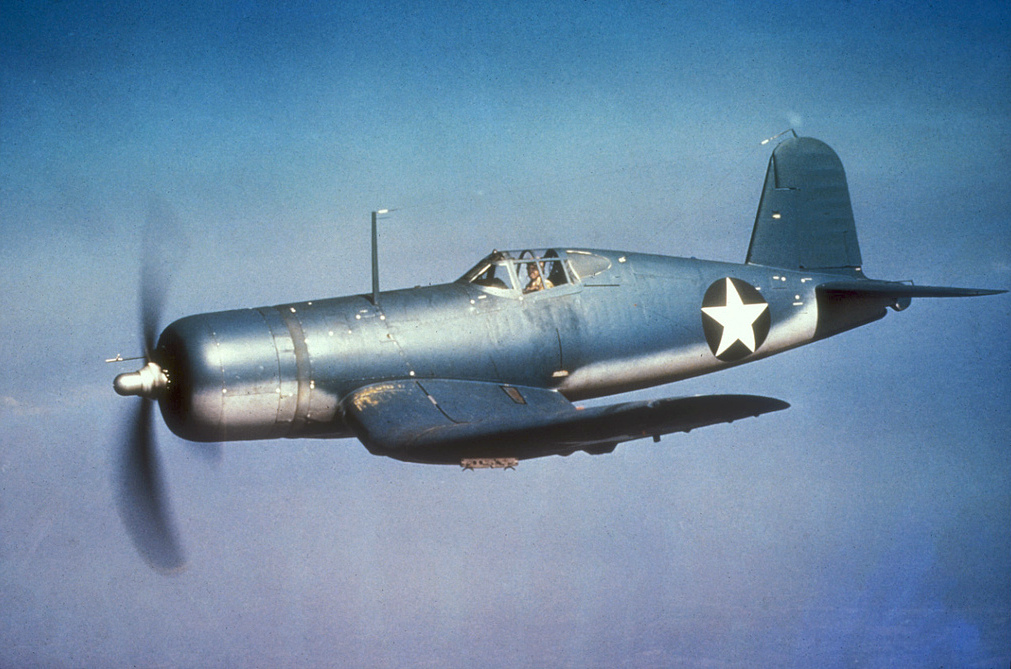
Un caccia Vought F4U-1 Corsair in volo.

Nacque a Lucknow, India, il 4 febbraio 1920, secondo di quattro figli del reverendo Harry Albert e di Alice Jean Dorchester, entrambi missionari metodisti.  Frequentò una scuola missionaria gestita da americani, la Woodstock School, a Mussoorie, nell'Himalaya dell'India occidentale, insieme ai suoi fratelli, Mark, Stanley, Earl ed Edith. La sua famiglia fece ritorno negli Stati Uniti d'America, arrivando a New York (via Liverpool e Rotterdam) a bordo della nave passeggeri della Cunard Line SS Ausonia, il 19 febbraio 1924.
Dopo aver frequentato la scuola media negli Stati Uniti d'America, tornò in India per diventare campione di wrestling dei pesi massimi leggeri e massimi delle Province unite di Agra e Oudh, all'epoca una grande provincia nell'India settentrionale. Nella primavera del 1938, di ritorno negli Stati Uniti per frequentare l'università, attraversò l'Europa in bicicletta e si trovava a Vienna durante l'Anschluss.  Al momento dell'attacco a Pearl Harbor, frequentava la Hamline University di Saint Paul, Minnesota.
Si arruolò nell'US Navy (matricola 411 88 11) a Minneapolis il 26 febbraio 1942 per l'addestramento come pilota e ottenendo il brevetto e la nomina a sottotenente nel Corpo dei Marines il 19 febbraio 1943 a Corpus Christi, in Texas. Assegnato alla base aerea dell'US Marines Corps a Kearney Mesa, San Diego, California, fu poi trasferito al First Marine Aircraft Wing per essere dispiegato nel Pacifico meridionale nel giugno 1943. Al suo arrivo alle isole Salomone prestò servizio nel Marine Fighting Squadron 214 (VMF-214 "Swashbucklers"), e fu trasferito al Marine Fighting Squadron 215 (VMF-215 "The Fighting Corsairs"), sull'isola di Vella Lavella, sotto il comando del maggiore Robert Gordon Owens Jr., nell'ottobre del 1943.
Il 1° novembre 1943, mentre volava su un Chance-Vought F4U-1 Corsair (Bu. No. 17472), fu abbattuto nei pressi di Bouganville dal mitragliere di coda di un Nakajima B5N2 Type 97 ("Kate"). Dopo aver remato per sei ore su una zattera, fu tratto in salvo dal cacciatorpediniere Sigourney della classe Fletcher.
Considerato un maestro del combattimento aereo individuale, abbatté 20 aerei nemici in sei missioni nell'arco di diciassette giorni. Tra il 4 agosto 1943 e il 30 gennaio 1944, abbatté 25 aerei nemici, un Kawasaki Ki-61 Hien il 4 agosto 1943, un Mitsubishi A6M2 Tipo 0 il 26 agosto 1943, due Mitsubishi A6M2 Tipo 0 e un Nakajima B5N2 il 1 novembre 1943, cinque Mitsubishi A6M2 Tipo 0 il 14 gennaio 1944, un Mitsubishi A6M2 Tipo 0 il 20 gennaio 1944,  due Mitsubishi A6M2 Tipo 0 e un Kawasaki Ki-61 Hien il 22 gennaio 1944, quattro Mitsubishi A6M2 Tipo 0 (e un Ki-61 probabile) il 24 gennaio 1944, tre Mitsubishi A6M2 Tipo 0 (e un A6M2 probabile) il 26 gennaio 1944, due Mitsubishi A6M2 Tipo 0 e 2 Nakajima Ki-44 Shoki il 30 gennaio 1944.  Fu il terzo aviatore a riuscire ad abbattere cinque caccia nemici in un singolo combattimento nel Pacifico meridionale. Gli altri due erano il tenente colonnello Harold William Bauer e il maggiore Gregory Boyington, che all'epoca erano stati dichiarati dispersi in azione.
Il 3 febbraio 1944 decollò su un Chance Vought F4U-1 Corsair (Bu. No. 56039), uno degli una 8 di scorta a 18 aerosiluranti Grumman TBF Avenger inviati a condurre un attacco all'aeroporto di Tobera (Rabaul n. 4) vicino a Keravat, Nuova Britannia. La missione fu annullata per le cattive condizioni meteorologiche, e sulla via del rientro tentò di distruggere un faro a Capo San Giorgio, nella Nuova Irlanda meridionale, che fungeva da torre di controllo antiaerea e da posto di osservazione nemico. Il suo capo squadriglia, il capitano Harold Leman Spears, osservò il suo F4U-1 Corsair, danneggiato, mentre tentava di ammarare con il mare agitato. Il suo aereo sbandò quando una delle ali toccò un'onda e poi si disintegrò. Il pilota non ebbe il tempo di uscire dalla cabina di pilotaggio, ed affondò con il suo aereo. Successivamente fu dichiarato morto in combattimento. Insignito della Medal of Honor, l'onorificenza fu consegnata alla madre del tenente dal maggior generale Lewie Griffith Merritt il 19 agosto 1944 a Boston, Massachusetts. Un cacciatorpediniere della classe Gearing, il DD-832, ha portato il suo nome.

### Annotazioni
1. ↑  Suo padre era insegnante al Lucknow Christian College. Aveva un fratello maggiore, Mark, e i fratelli minori Stanley e Earl Dorchester, e una sorella, Edith Hazel.

### Fonti
1. ↑  Crowder 2000, p. 75.
2. 1 2  Valor Military Times.
3. ↑  Congressional Medal of Honor Society.
4. 1 2 3 4 5 6 7 8 9 10 11 12 13 14 15 16 17  This Day in Aviation.
5. 1 2  Aces of WWII.
6. 1 2 3 4 5 6 7 8 9 10 11 12  Findagrave.
7. 1 2  O'Leary 1980, p. 129.